# PC-7 Team

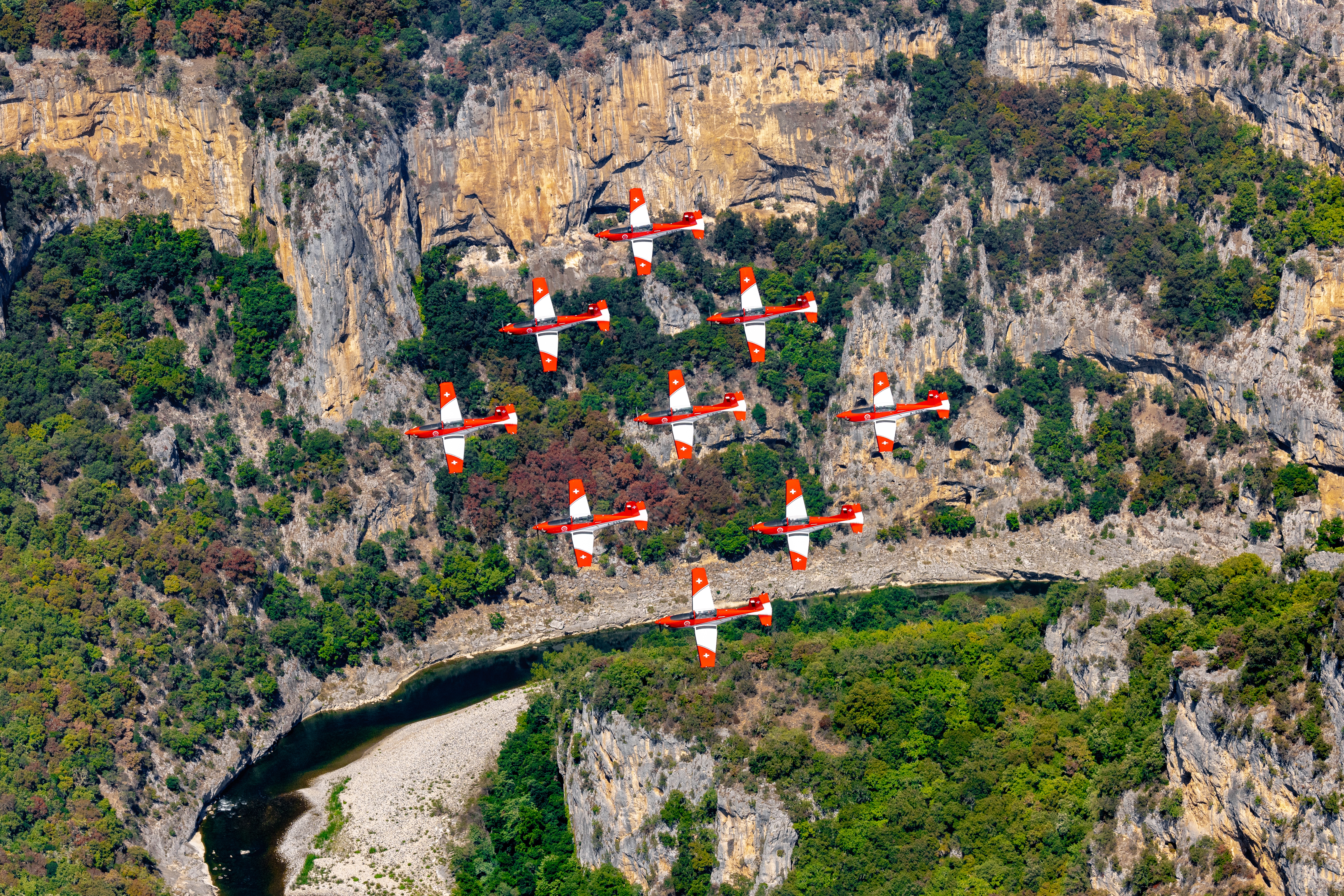
PC-7 TEAM – Formation Flying Diamond

Pilatus NCPC-7

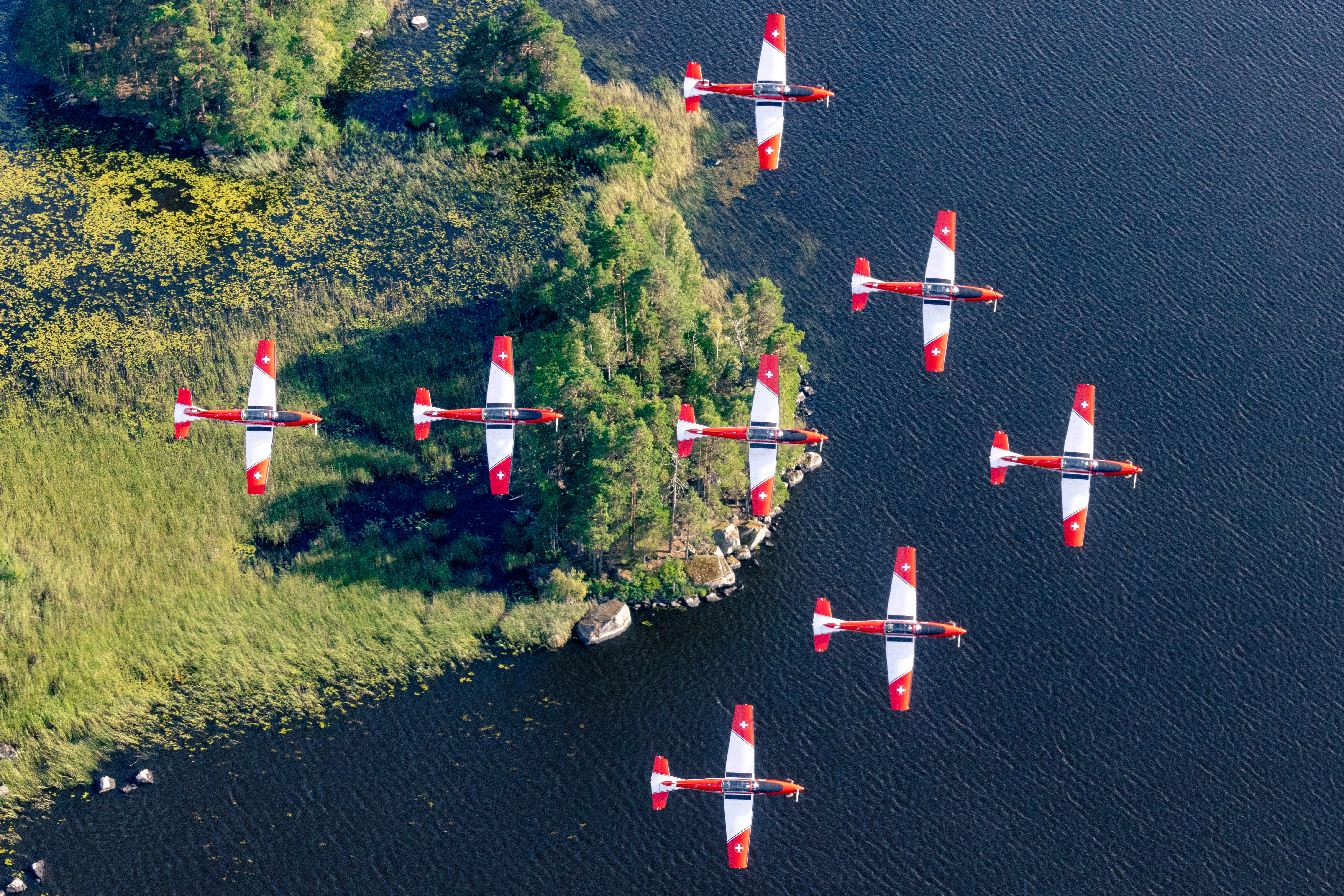
PC-7 TEAM – Formation Arrow über Schweden 2022

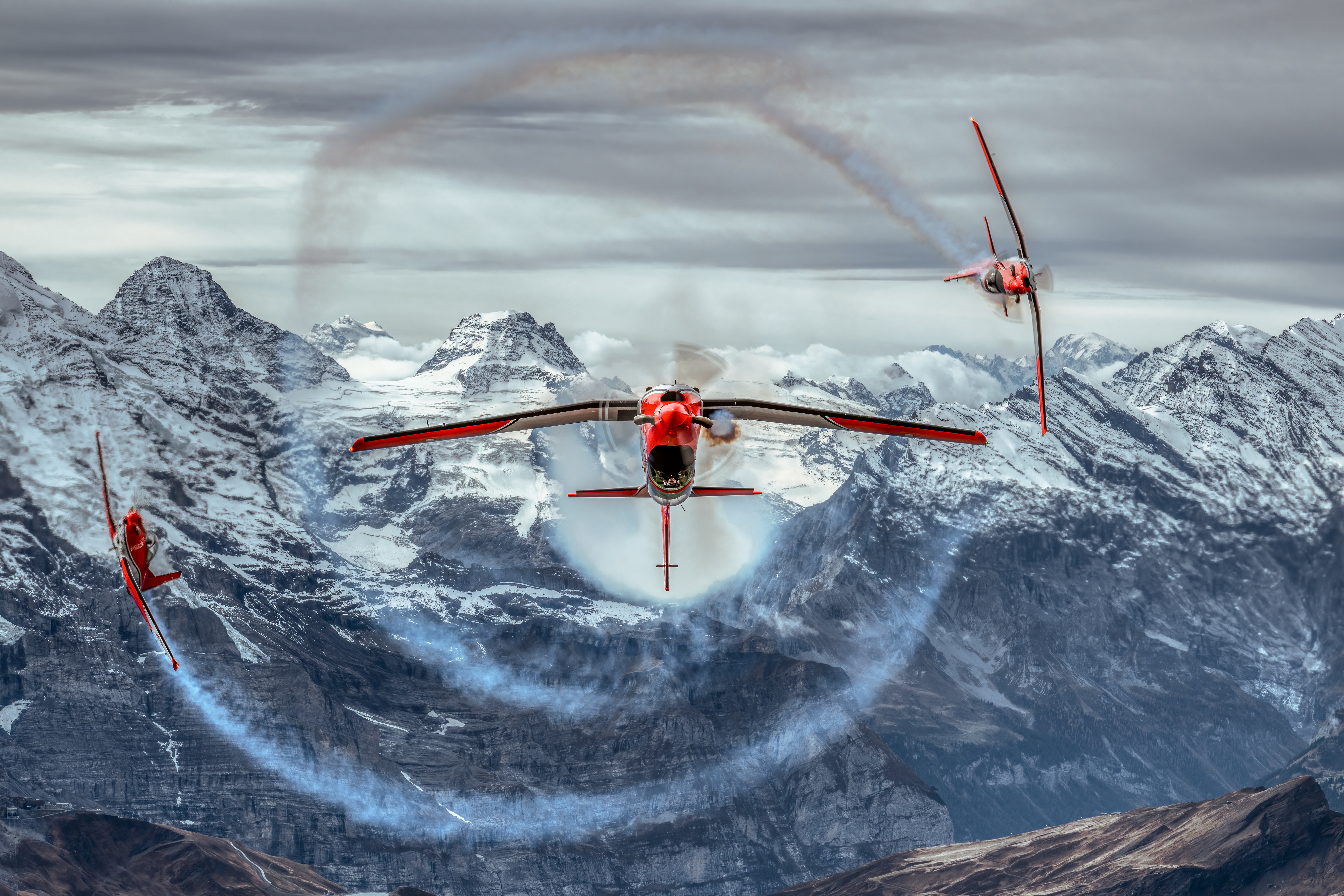
PC-7 TEAM – Doppel Flirt mit Rauch

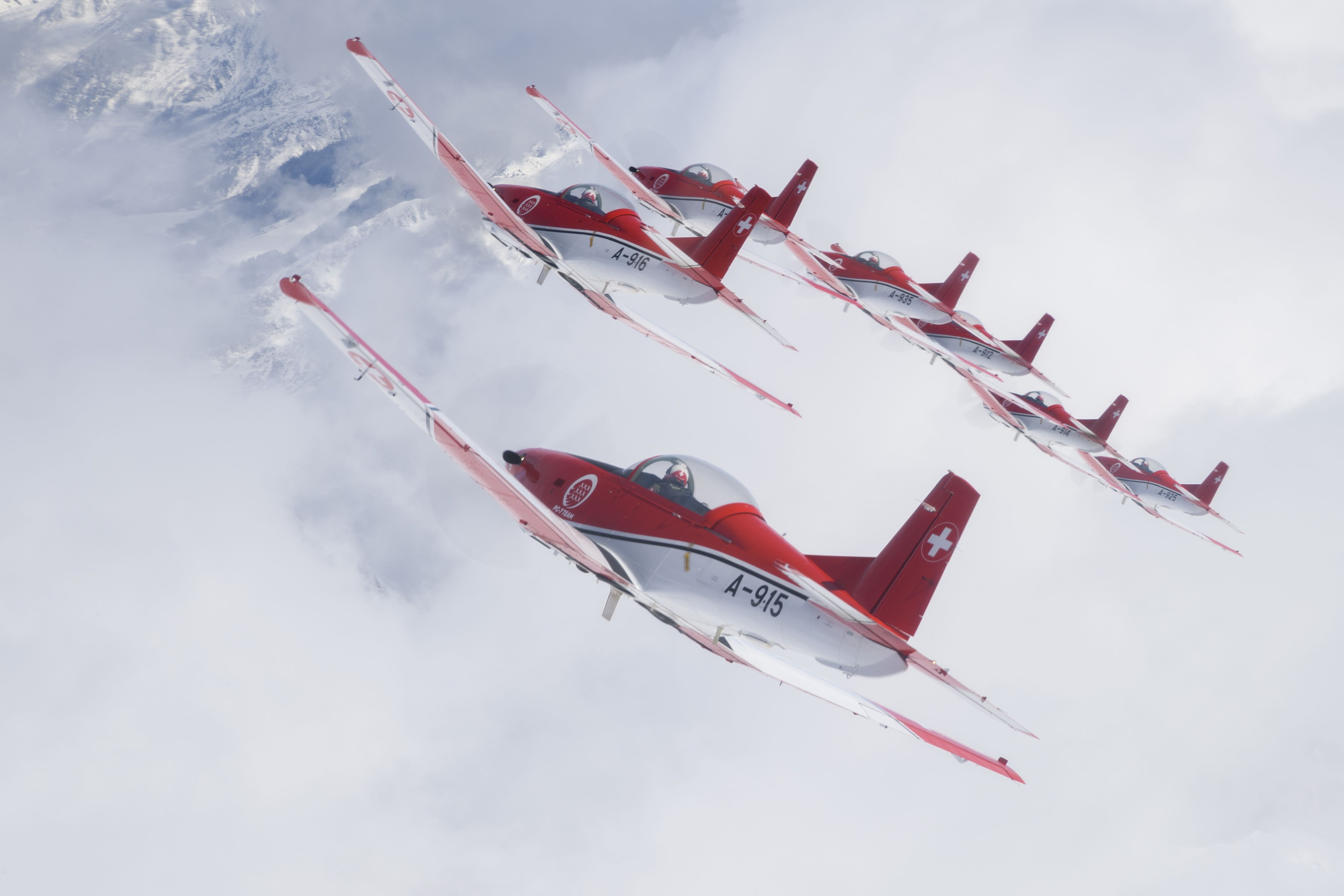
PC-7 TEAM beim Aufschliessen in die Formation Echelon

Das PC-7 TEAM ist eine Kunstflugstaffel der Schweizer Luftwaffe.

## Geschichte
Das PC-7 TEAM wurde 1989 zum 75. Jubiläum der Schweizer Luftwaffe gegründet. Das TEAM fliegt seit seiner Gründung den Pilatus PC-7 Turbo Trainer. Im Jahr 1992 flog das TEAM auf dem Militärflugplatz Avord erstmals im Ausland.
Ab Oktober 2006 bekam die Luftwaffe die ersten umgebauten PC-7 mit dem Neuen Cockpit (NCPC-7), welche vom PC-7 TEAM seit dem Jahr 2007 eingesetzt werden. Das TEAM ist neben der Patrouille Suisse die zweite Kunstflugstaffel der Schweizer Luftwaffe. Die Piloten sind Militärpiloten des Berufsfliegerkorps, die auf der F/A-18 Hornet fliegen. Obwohl die Schweizer Luftwaffe ihre Funkkommunikation an den NATO-Standard angepasst hat und den Brevity-Code als Standard benutzt, verwenden die Patrouille Suisse und das PC-7 TEAM für ihre Flugvorführungen nach wie vor sehr viele Begriffe des Bambini-Codes. Homebase (Heimat-Basis) des PC-7 TEAMs ist der Militärflugplatz Dübendorf.
Seit 2014 können die Flugzeuge mit einer von der Firma Pilatus entwickelten und finanzierten Rauchanlage ausgerüstet werden. Die erste Vorführung mit Raucherzeugern fand am 1. August 2014 zum Roll-out der Pilatus PC-24 auf dem Flugplatz Buochs statt. Momentan sind 7 Rauchanlagen vorhanden, die im Gepäckfach der PC-7 installiert werden können. Das Diesel-Öl-Gemisch wird in den rechten Auspuff der PC-7 gespritzt.
Bei grossen Airshows wie dem RIAT oder der Air14 fliegt das PC-7 TEAM in der Eröffnung der Flugvorführung auch öfters mit der Patrouille Suisse, dem F/A-18 Hornet Solo Display oder dem Super Puma Display Team in einer gemeinsamen Formation.
Eine einzigartige Flugvorführung bot das PC-7 TEAM am 7. September 2014 an der Air14 auf dem Militärflugplatz Payerne, als es gemeinsam mit der Patrouille Suisse eine Flugvorführung mit ihren insgesamt 15 Flugzeugen präsentierte. Im Jahr 2015 flog das PC-7 TEAM seine Flugvorführung in Morgarten mit einer Begleitung durch die Schule des Schweizer Armeespiels.
Bei einer Flugvorführung anlässlich der Alpinen Skiweltmeisterschaften 2017 in St. Moritz durchtrennte am 17. Februar 2017 eine zu tief fliegende Maschine das Kabel einer Seilkamera, sodass die Kamera aus grosser Höhe in den Zielbereich des Riesenslaloms stürzte. Das abgerissene Kabel traf den Sessellift, der die Sportler zum Start transportierte. Der Sessellift wurde daraufhin automatisch angehalten. Personen wurden nicht verletzt, der betreffende Pilot konnte seine Maschine sicher auf dem nahen Flugplatz Samedan landen. Der zweite Durchgang des Riesenslaloms musste um eine halbe Stunde verschoben werden. Ein Schuldiger wurde durch die Militärjustiz nicht festgestellt.

## Das TEAM
Das PC-7-TEAM setzt sich 2025 aus den folgenden Personen plus der Bodenmannschaft zusammen (es sind jeweils der Rufname und die Funktion aufgeführt):
| Rufname       | Position         | Name                            |
| ------------- | ---------------- | ------------------------------- |
| Commander     | Commander        | Lt Col Daniel Stämpfli "Stampa" |
| Turbo Uno     | Leader           | Capt Andreas Menk "Menkster"    |
| Turbo Due     | Right Wing       | Capt Lino Müller "Richi"        |
| Turbo Tre     | Left Wing        | Capt Cédric Businger "Muzzi"    |
| Turbo Quattro | Slot             | Capt Simon Burri "Hampi"        |
| Turbo Cinque  | Left Outer Wing  | Capt Yanik Lauper "Sindi"       |
| Turbo Sexi    | Right Outer Wing | Capt Pascal Haldenstein "Aldi"  |
| Turbo Sette   | 1st Solo         | Capt Silvan Andereggen "Gollum" |
| Turbo Otto    | 2nd Solo         | Capt Sandro Chinotti "Yuri"     |
| Turbo Nove    | 2nd Lead         | Capt Marius Egger "Pnö"         |
| PR1           | Speaker          | Capt Philippe Hertig "Philippe" |
| PR2           | Speaker          | Spec Of Cédric Spörri "Cedi"    |

## Auszeichnungen
- King Hussein Memorial Sword, Royal Air Tattoo UK, 2013[9]